# Sini rid
Sini rid (bułg. Сини рид) – wieś w Bułgarii, w obwodzie Burgas, w gminie Ruen. W 2023 roku liczyła 333 mieszkańców.